# Tempête tropicale Olivia (2006)
La tempête tropicale Olivia est la 16e dépression tropicale et la 15e tempête tropicale de la saison cyclonique 2006 pour le bassin nord-est de l'océan Pacifique. Le nom Olivia avait déjà été utilisé en 1967, 1971, 1975, 1978, 1982, 1994 et 2000.

## Chronologie
Le 18 septembre, une onde tropicale a quitté l'Afrique et a ensuite pénétré dans le Pacifique oriental le 29 septembre sans développement. La convection a augmenté dans le Pacifique le long de l'axe des vagues, engendrant une large zone de basse pression le 5 octobre. Malgré la présence du cisaillement du vent, elle s'est suffisamment organisée pour que le NHC émette des avis sur la dépression tropicale 16-E le 9 octobre à environ 2 190 km à l'ouest-sud-ouest de la pointe sud de la Basse-Californie. Influencée par un système à haute pression, la dépression a dérivé vers le nord. Six heures après avoir été transformée en tempête tropicale, Olivia a atteint des vents de pointe de 75 km/h, bien que la convection ait été limitée à son côté nord en raison du cisaillement du vent. Le 11 octobre, l'activité convective a diminué et Olivia s'est affaiblie au statut de dépression tropicale. Olivia s'est détériorée en un résidu bas le 13 octobre. Elle s'est déplacée vers l'est-sud-est et le 15 octobre a été absorbée dans les restes de la tempête tropicale Norman. Olivia n'a jamais affecté la terre.